# Cymodoce africana
Cymodoce africana är en kräftdjursart som beskrevs av Barnard 1914. Cymodoce africana ingår i släktet Cymodoce och familjen klotkräftor. Inga underarter finns listade i Catalogue of Life.